# 並木城
並木城（なみきじょう）は、千葉県香取郡多古町南並木にあった日本の城。

## 歴史
並木城は、千葉氏の家臣である飯田三左衛門によって築かれたと伝わる城であるが、詳細は分かっていない。
1330年代に生じた北朝方と南朝方の争いのとき、 並木城直下の「並木のふけ」 （「ふけ」とは湿原・沼沢地をあらわす）において、「ふないくさ」が行われたと考えられる記録が残っている。並木城の大きな役割として、 栗山川、 借当川等の水運の要衝にかかわる権利確保があり、そのための拠点として機能していたのではないかと考えられている。この争いの時、千葉胤貞方の拠る土橋城のほか、並木城、大嶋城（志摩城か）などの諸城が陥落した。 
このほかにも、康生元年（1455年）、文明10年（1478年）、明応2年（1493年）、天正10年（1582年）と幾度かの攻防があったとされている。

## 構造
南側に土塁と空堀で囲まれたところがあり、主郭と見られている。
主郭北側の折れを伴った土塁と空堀の二重構造、南東側の巨大な二重の枡形虎口、南側の帯曲輪等の遺構は特に秀逸であり、多古町内にある戦国・中世城郭の中では、もっとも保存状態の良い城郭と考えられている。

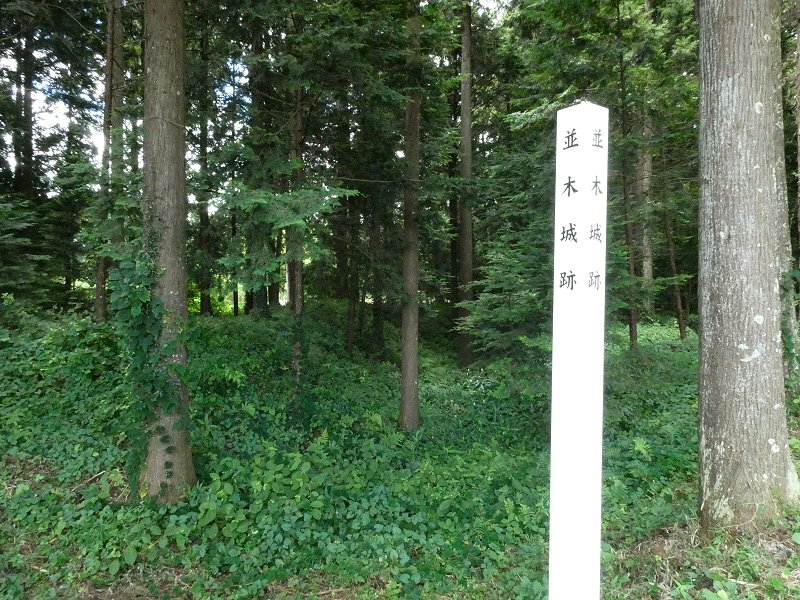
空堀
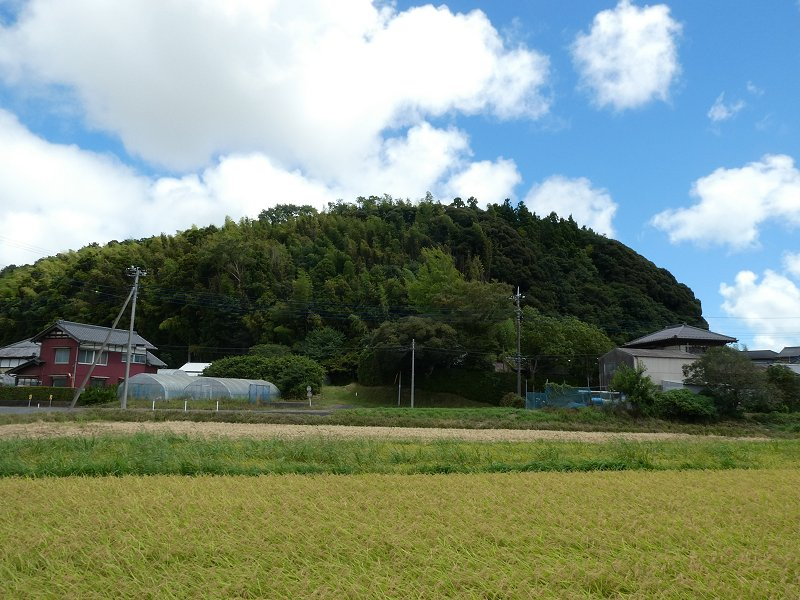
城跡遠景

## アクセス
- 空港第2ビル駅から多古シャトルバス　道の駅多古下車　徒歩25分